# Aigerim Seilova
Aigerim Seilova (kasachisch Айгерим Сейлова, russisch Айгерим Сейлова, Transkription Aigerim Seilowa, wiss. Transliteration Ajgerim Sejlova, internationale Schreibweise Seilova; * 5. Februar 1987 in Astana, damals Zelinograd, Kasachische SSR) ist eine kasachische Komponistin und Medienkünstlerin, die seit 2012 in Deutschland lebt.

## Leben
Seilova begann ihre Musikausbildung im Alter von fünf Jahren an der Kindermusikschule in Karaganda bei Jelena Nikolajewna Orel. Ab 1998 besuchte sie die Kasachische Nationale Musikakademie in Astana und absolvierte dort die Fächer Klavier bei Amangeldy Kussainowitsch Kussainow und Sara Assabajewa sowie Komposition u. a. bei Jerkegali Rachmadijewitsch Rachmadijew. Danach studierte sie von 2005 bis 2010 am Moskauer Konservatorium Komposition bei Leonid Borissowitsch Bobyljow und Orchestrierung bei Juri Sergejewitsch Kasparow. 2012 wechselte sie an die Hochschule für Musik und Theater Hamburg, wo sie 2013 ihr Masterstudium im Fach Komposition und 2017 im Fach Multimedia-Komposition bei Elmar Lampson und Georg Hajdu abschloss. Ergänzend besuchte sie Meisterkurse u. a. bei Krzysztof Penderecki, Marc Neikrug und Rodion Schtschedrin. Sie lebt als freischaffende Komponistin und Hochschuldozentin in Hamburg.

## Schaffen
Seilova komponiert Opern, Werke für Orchester, Kammerensembles und Soloinstrumente. Ihre Musik vereinigt zentralasiatische mit europäischen Einflüssen, verbindet Elemente der kasachischen Musikkultur mit Techniken der zeitgenössischen Musik, u. a. Spektralanalyse und Resynthese. In ihrer Komposition Baqsi (2014) etwa verarbeitet Seilova die mittels Computeranalyse untersuchten Obertonspektren des schamanischen Zwei-Saiten-Instruments Kobys und macht sie in klassischer Streichquartett-Besetzung hörbar. Die Multimediaoper shibboleth (2021), deren hebräischer Titel auf das Buch der Richter zurückgeht und auch als Synonym für den Begriff „Codewort“ gebraucht wird, beschäftigt sich mit den verschwimmenden Grenzen zwischen realer und virtueller Welt. Seilovas Bühnenwerk Ich, Elektra (2023) kam im Rahmen der Akademie Musiktheater heute zur Uraufführung.
In ihren Kompositionen, heißt es in einem Juryurteil, zeige sich „eine originelle Klangsprache, die auf faszinierende Weise eruptive Spannung und ruhiges Fließen verbindet“. Ihre Werke werden international aufgeführt, so bei Festivals wie Spring in the Negev (Israel), next_generation 6.0 (ZKM Karlsruhe), Blurred Edges (Hamburg) und Nauryz XXI (Kasachstan), beim Festival International de Musique Universitaire (Belfort), beim Chelsea Music Festival (USA) sowie in China, Großbritannien, Russland und Österreich. Zu den Aufführenden ihrer Werke zählen u. a. Ensemble Modern, Jack Quartet, Yoel Gamzou, Asya Fateyeva, Miguel Harth-Bedoya, Norwegisches Radio-Sinfonieorchester, Philharmonie der Nationen und Staatliches Sinfonieorchester der Republik Tatarstan.

## Auszeichnungen
Seilova ist Preisträgerin etlicher Wettbewerbe und wurde u. a. 2008 beim Moskauer Orgelwettbewerb und 2011 beim Internationalen Komponistenwettbewerb in Kasan ausgezeichnet. 2016 war sie Fellow am Tanglewood Music Center des Boston Symphony Orchestra. 2019 wurde sie als zeitgenössische Komponistin im Rahmen des Schleswig-Holstein Musik Festivals mit dem Hindemith-Preis ausgezeichnet. 2021 bis 2023 war sie Stipendiatin der Akademie Musiktheater heute.

## Anmerkung
1. ↑  Verwendet wird hier die international gebräuchliche Schreibweise des Namens, die auch der Eigenschreibweise entspricht.